# سامسونج جالكسي إيه 14
سامسونج جالكسي إيه 14 (بالإنجليزية: Samsung Galaxy A14)‏ هو هاتف ذكي يعمل بنظام أندرويد تم تصميمه وتصنيعه بواسطة شركة إلكترونيات سامسونج. تم الإعلان عن طراز 5G في 4 يناير 2023، وتم الإعلان عن طراز 4G LTE في 28 فبراير 2023. تحتوي الهواتف على إعداد كاميرا خلفية ثلاثية مع كاميرا رئيسية بدقة 50 ميجابكسل، وشاشة PLS LCD مقاس 6.6 بوصة مع طراز 5G يعمل بسرعة 90 هرتز، وبطارية Li-Po بسعة 5000 مللي أمبير. يتم شحن الهواتف مع One UI Core 5 بالإضافة إلى أندرويد 13. الجهاز جزء من تشكيلة Samsung A Series.